# Gropen (roman)
Gropen (The Hollow) är en pusseldeckare av Agatha Christie, utgiven 1946. En pocketutgåva i USA 1954 ändrade titeln till Murder after Hours.
Romanen är ett exempel på ett "lantligt husmysterium" och var den första av hennes romaner på fyra år med den belgiske detektiven Hercule Poirot i huvudrollen – en av de längsta luckorna i hela serien. Agatha Christie, som ofta erkände att hon inte gillade Poirot (ett faktum som parodierades av hennes återkommande romanförfattare Ariadne Oliver), ogillade särskilt hans framträdande i denna roman. Hans sena ankomst i romanen ledde till att hon i sin självbiografi hävdade att hon förstörde romanen genom introduktionen av Poirot.
Agatha Christies framgångsrika karriär möjliggjorde användningen av hennes åtta hus som miljöer för hennes romaner, som i Högt vatten, Död mans fåfänga, Fem små grisar, En ficka full med råg och Konstiga huset. Miljön för Gropen var dock inspirerad av Francis L. Sullivans hus. Francis Loftus Sullivan var en engelsk film- och teaterskådespelare som spelade Hercule Poirot i pjäserna Black Coffee (1930) och Badortsmysteriet (1932) och spelade även huvudrollen i Åklagarens vittne (1953), för vilken han vann en Tony Award 1955.

## Handling
Dr John Christow är en framgångsrik läkare och ledande forskare, även om han är mycket trött och irriterad över sitt nuvarande liv. Samma morgon som han och hans förtryckta hustru Gerda ska åka ner till landet för att tillbringa en helg med vänner, låter Christow sin lilla dotter spå hans öde med kort. När dödskortet dras bryr han sig inte, men när en gammal flamma dyker upp på Gropen verkar det vara den sista länken i en kedja av ödesdigra omständigheter.
Den excentriska Lucy Angkatell har bjudit in familjen Christow, tillsammans med andra medlemmar av sin släkt, till sitt gods Gropen över helgen. John Christow har en affär med Henrietta Savernake, en begåvad skulptör. Den vackra Veronica Cray, en gammal flamma till Christow, dyker plötsligt upp i huset på lördagskvällen för att låna en tändsticksask. Hon bor i en stuga i närheten. En annan stuga bebos av Hercule Poirot, som har blivit inbjuden till söndagslunch. John följer Veronica tillbaka till hennes stuga och återvänder hem klockan 3 på natten. Nästa dag blir Poirot vittne till en scen som verkar märkligt iscensatt. Gerda Christow står med en pistol i handen bredvid Johns kropp, som ligger blödande i poolen. Lucy, Henrietta och Edward (en kusin till Lucy och en syssling till Henrietta) är också närvarande på platsen. John yttrar en sista angelägen vädjan, "Henrietta", och dör.
Det verkar uppenbart att det är Gerda som är mördaren. Henrietta går fram för att ta revolvern ur handen, men fumlar tydligen och tappar den i poolen, vilket förstör bevisen. Pistolen som Gerda höll i var dock inte den pistol som användes för att döda John. Inget av vittnena har sett Gerda skjuta John. Det verkar svårt att bygga upp ett fall mot någon av de andra potentiella misstänkta. Lucy var nästa misstänkta, eftersom hon hade en pistol gömd i sin korg med ägg. Pistolen var dock av fel kaliber. Henrietta är nästa misstänkta, efter att ha lämnat ett ovanligt klotter i paviljongen runt tiden då John dödades. När mordvapnet dyker upp i Poirots rosenhäck har det fingeravtryck som inte matchar någon av de misstänkta.
Familjen hade medvetet vilselett Poirot, eftersom de båda vet att Gerda är mördaren, och försöker rädda henne från fängelse. Gerda hade tagit två pistoler – skjutit John med den ena och sedan planerat att bli upptäckt med den andra pistolen i handen, som senare visade sig inte vara mordvapnet. Henrietta förstod genast att Johns sista vädjan var att hon skulle hjälpa Gerda. Instinktivt tog Henrietta på sig ansvaret genom att släppa pistolen i poolen, och går senare tillbaka för att hämta det andra vapnet. Hon gömmer den i en lerskulptur av en häst i sin verkstad för att undvika polisens husrannsakningar. Senare får hon den hanterad av en blind tändsticksförsäljare och placerar den sedan i Poirots rosenhäck.
Midge Hardcastle, en mindre välbärgad släkting till Angkatells, bor också i huset. Hon är förälskad i Edvard, men Edvard har alltid varit kär i Henrietta, som hade tackat nej till flera av hans frierier. Edward inser att Henrietta inte längre är den Henrietta han en gång älskade. Han tittar på Midge och inser att hon inte längre är "lilla Midge". Edvard ber henne att gifta sig med honom. Han går på en promenad med Midge, men när han kommer till en plats där Edward tidigare har promenerat med Henrietta, tror Midge att han fortfarande är för djupt förälskad i Henrietta. Så hon ställer in bröllopet.
Edward förstår inte att Midge älskar honom för mycket för att hålla honom tillbaka från Henrietta. Han missförstår hennes beslut och försöker begå självmord genom att stoppa huvudet i en gasugn, men han räddas av Midge. Med detta dramatiska bevis på hans förtvivlan över att ha förlorat henne, ger hon med sig och bröllopet är igång igen.
Med bevisen till synes förstörda eller lämpligt förväxlade tror familjen att de har räddat Gerda. Det finns en sista ledtråd: hölstret som mordvapnet förvarades i. Gerda hade klippt sönder den och lagt den i sin arbetsväska. Henrietta rusar till Gerda i ett försök att få tillbaka den och förstöra det sista beviset på Gerdas skuld.
Poirot kommer och ställer i ordning tekopparna innan Gerda kommer tillbaka från köket. Han misstänker att den inträngda och misstänksamma Gerda skulle mörda Henrietta. Gerda kommer tillbaka och dricker ur den bägare som är avsedd för Henrietta och dör. Henrietta söker avslut och besöker en av Johns patienter. Johns död gjorde slut på hoppet om ett botemedel, men hon visar fortfarande en motståndskraftig anda. När hon lämnar sjukhuset reflekterar hon över att det inte finns något lyckligt slut för henne. Hon bestämmer sig för att ge sig i kast med en skulptur av sig själv som "Dorg".

## Karaktärer
- Hercule Poirot, berömd belgisk detektiv
- Inspektör Grange, utredaren
- Sergeant Clark, en polis
- Dr John Christow, en Harley Street-läkare. Han brinner för sitt arbete och ägnar sig åt att hitta ett botemedel mot "Ridgeways sjukdom" – vars etiologi har en markant likhet med multipel skleros. Han är mycket självsäker, attraktiv och har stor karisma.
- Gerda Christow, Johns hustru. Hon är ganska slätstruken och ger intryck av att vara klumpig; Hon oroar sig för allt. Hon idealiserar John och klandrar sig själv för sina problem, även när det är han som har fel. Hon inspirerade till en skulptur av Henrietta som heter "Tillbedjaren", som beskrivs som skrämmande eftersom den inte har något ansikte.
- Sir Henry Angkatell, ägaren till Gropen. Han gifte sig med sin avlägsna kusin, Lucy Angkatell.
- Edward Angkatell, en avlägsen kusin till Henry och delägare i familjens älskade hus, Ainswick. Han har charm men överskuggas av Christows dominanta personlighet. Han lever i det förflutna och har varit Henrietta trogen i många år. Han föraktar sig själv och tror att han inte duger till någonting.
- Lucy, Lady Angkatell, Henrys fru, vars sällskapliga, karismatiska fernissa döljer en mörk sida av hennes personlighet, som ibland skymtas av hennes familj.
- Midge Hardcastle, Lucys unga kusin. Hon är släkt med familjen Angkatell genom sin mor, men vägrar att ge dem ekonomiskt stöd och arbetar som sömmerska.
- David Angkatell, student. Boklig, asocial och innehavare av "moderna" idéer om arbetarklassen. Han försöker ge uttryck för en känsla av överlägsenhet.
- Henrietta Savernake, skulptör och kusin till Sir Henry, Lucy, Midge, Edward och David. Hon vet alltid vilka ord hon ska säga för att få någon att känna sig bekväm, även om det ibland sker på bekostnad av sanningen. Hennes konst är kärnan i hennes väsen, vilket ibland står i konflikt med hennes andra viktiga egenskap.
- Veronica Cray, skådespelerska. Hon är mycket vacker och onormalt egoistisk. Hon ville att Christow skulle överge allt för att följa med henne till Hollywood, men han avvisade henne; Hon tyckte att det var outhärdligt. Christow är dock fortfarande attraherad av henne och har haft ett engångsligg med henne, vilket utlöste Gerdas svartsjuka.
- Gudgeon, hovmästaren; han är mycket beskyddande mot Lady Angkatell.
- Doris, hembiträdet
- Beryl Collins, Johns sekreterare.
- Mrs Crabtree, en patient hos John, ett offer för Ridgeways sjukdom.
- Terence, John och Gerdas tolvårige son; klarsynt, observant, analytisk, nyfiken och ensam.
- Zena, John och Gerdas nioåriga dotter.

## Litterär betydelse och mottagande
Maurice Richardson skrev i The Observer den 1 december 1946: "Agatha Christie har iscensatt, mot sin smartaste, mest hyperemotionella bakgrund hittills, skjutandet av en otrogen läkare. Lösning av en ganska dämpad Poirot. Bra överraskning med dubbelbluffar."
Robert Barnard: "Anmärkningsvärt exemplar, med mer komplex karakterisering än vanligt, och ibland stigande till kvickhet (särskilt när det gäller matlagning). Illustrerar livfullt ett dilemma hos deckarförfattaren: om man etablerar karaktärer med en viss psykologisk komplexitet, hur förhindrar man då att de rutinmässiga upptäckterna kommer som ett antiklimax? Christie berättar att hennes dotter protesterade mot hennes beslut att dramatisera boken, och instinkten var förmodligen riktig: det mesta av intresset här är för ovanlighetens skull internt, och svårt att förmedla via Christies ganska gammaldags scenteknik. Definitivt bland de tio bästa, trots tappet i andra halvlek."
Den moderna franska författaren Michel Houellebecq, en beundrare av boken, beskrev den i sin roman Platform från 2001 som "en märklig, gripande bok; Det är djupa vatten [skriver hon om], med kraftiga underströmmar."

## Bearbetningar

### Teaterpjäs
Christie omarbetade boken till en mycket framgångsrik teaterpjäs 1951 men utelämnade Poirot från berättelsen.

### Brittisk TV-film
År 2004 sändes romanen som en TV-film med David Suchet som Poirot, Sarah Miles som Lady Angkatell, Megan Dodds som Henrietta Savernake, Jonathan Cake som John Christow, Lysette Anthony som Veronica Cray och Edward Fox som Gudgeon, som en del av serien Agatha Christies Poirot.
Karaktären David Angkatell och vissa detaljer har utelämnats (till exempel dragningen av kortet som representerar döden). Andra – som avslöjandet med förgiftat te – är förändrade (Gerda begår istället medvetet självmord genom att injicera sig själv med kaliumcyanid).

### Franskt TV-film
En fransk version som en del av tv-serien Les Petits Meurtres d'Agatha Christie gjordes 2021.